# 임상병리사

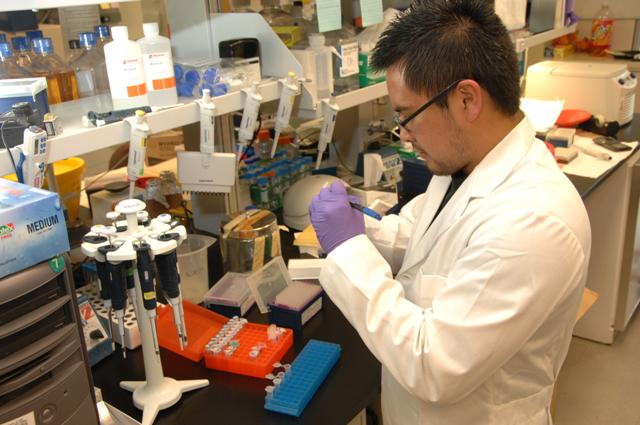

임상병리사(臨床病理士)는 사람의 건강에 대한 각종 화학적 또는 생리학적 검사를 담당하는 의료기사이다. 임상병리학과를 졸업해야 임상병리사 시험에 응시할 수 있다.

## 같이 보기
- 임상검사실
- 동종 건강 전문가
- 혈액은행
- 혈액 검사
- 임상병리학